# Die Legende von der unsichtbaren Stadt Kitesch und von der Jungfrau Fewronija
Die Legende von der unsichtbaren Stadt Kitesch und von der Jungfrau Fewronija (russisch: Сказание о невидимом граде Китеже и деве Февронии, Skasanije o newidimom grade Kitesche i dewe Fewronii) ist eine Oper in vier Akten und sechs Bildern von Nikolai Rimski-Korsakow (Musik) mit einem Libretto von Wladimir Belski und Nikolai Rimski-Korsakow. Sie wurde am 7. Februarjul. / 20. Februar 1907greg. im Mariinski-Theater in Sankt Petersburg uraufgeführt.

## Handlung
Die Oper spielt an der Wolga „im Jahr 6751 seit Erschaffung der Welt“ (1243 nach Chr.).

### Erster Akt
Orchestrales Vorspiel: „Lob der Einsamkeit“
Wälder jenseits der Wolga bei Klein-Kitesch, im Dickicht die Behausung eines Honigsammlers; Eichen, Fichten und Ulmen, in der Nähe eine Quelle; Mittsommernacht, Abenddämmerung
Die Jungfrau Fewronija genießt ihr Leben in der Natur, mit der sie vollkommen verschmolzen ist. Sie lockt einige Vögel an, um sie zu füttern. Ein Bärenjunges frisst ihr aus der Hand, und ein verletzter Elch lässt sich von ihr pflegen. Ein junger Jäger, der von seiner Gruppe getrennt wurde, beobachtet das Treiben fasziniert. Er hält sie zuerst für ein Zauberwesen. Auch sie ist verwirrt von seinem Anblick, doch dann bringt sie ihm Honig, Brot und Wasser und versorgt eine Wunde, die er von der Begegnung mit einem Bären hatte. Sie erzählt schwärmerisch von ihrem Leben in der Wildnis als Schwester eines Honigsammlers und von ihren schönen Träumen. Als er sie fragt, ob sie zum Beten in die Kirche gehe, entgegnet sie, dass ihre Kirche rund um sie herum sei, wo alles ununterbrochen Gottes Welt preise. Der Jüngling erinnert sie an die Lehre der Alten, dass man nicht nach irdischen Freuden streben solle. Fewronija antwortet mit einem leidenschaftlichen Loblied auf die Schönheit von Gottes Welt, die Nächstenliebe und die Freude. Er bittet sie, ihn zu heiraten und steckt ihr einen Ring an den Finger. Als sich die übrige Jagdgesellschaft nähert, verabschiedet er sich mit dem Versprechen, bald die Brautwerber zu schicken. Ihre Sorge um die Tiere beruhigt er damit, dass die Jagd in diesem Wald in Zukunft untersagt werde. Erst nachdem er fort ist, erfährt sie von Fjodor Pojarok den Namen ihres Verlobten: Wsewolod, Sohn und Mitregent des Fürsten Juri von Kitesch.

### Zweiter Akt

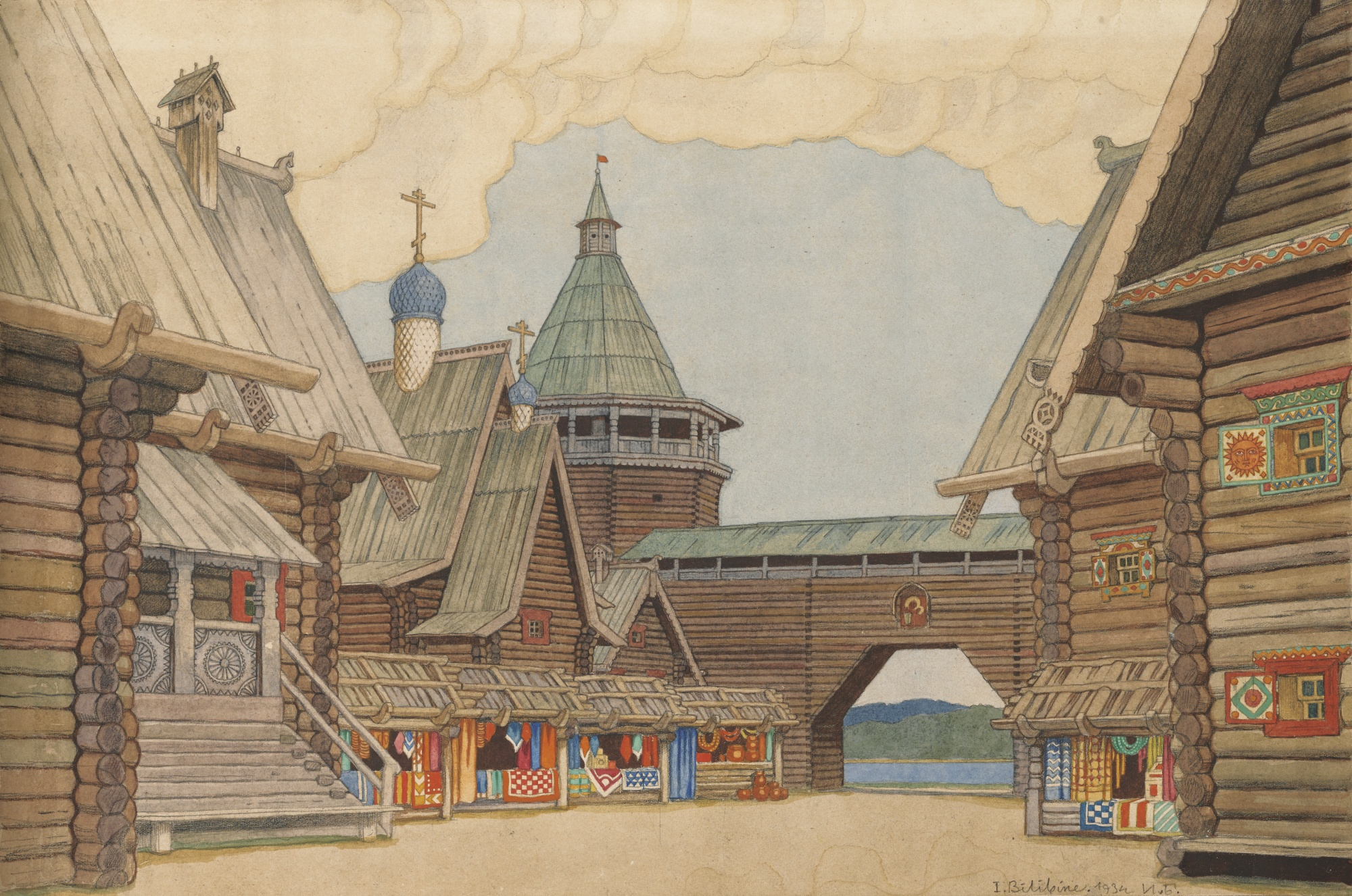
Iwan Bilibin: zweiter Akt, Brünn 1934

Klein-Kitesch am linken Ufer der Wolga; Marktplatz mit Kaufläden und einer Schenke
Das Volk wartet auf den Hochzeitszug. In der Nähe des Gasthofs belustigt ein Bärenführer die Menge mit seinem Tanzbären. Ein Guslispieler singt ein Lied über ein schönes Mädchen, das mit überströmenden Tränen der Stadt Groß-Kitesch Unheil voraussagt. Die Menge ist beunruhigt, doch weiß niemand, woher ihrer Hauptstadt Gefahr drohen könnte, da doch Frieden herrscht und es allen gut geht. Der wohlhabendere Teil der Bevölkerung sieht die Hochzeit des Prinzen kritisch, da die Braut offenbar keine gute Herkunft hat. Einige geben dem Säufer Grischka Kuterma Geld, damit er ihr umso spöttischer „die Ehre erweisen“ kann. Die armen Leute dagegen betteln vergeblich um Almosen. Allmählich nähert sich der Hochzeitszug. Fjodor und andere verteilen Kuchen, Bänder und Geld. Die Menge begrüßt Fewronija wohlwollend, doch Grischka drängelt sich durch und verspottet sie. Fewronija bittet ihn sanft, für seine Sünden zu beten. Grischka lässt jedoch mit seinen Beleidigungen nicht nach und wird schließlich von den anderen hinausgedrängt. Mädchen tanzen zum Klang von Guslis und Domras. Plötzlich erschallen Hornsignale. Die Menge wird unruhig. Weitere Menschengruppen eilen in zunehmender Verzweiflung auf den Platz. Tataren in grell-bunter Kleidung erscheinen und töten alle, die sie erreichen können. Deren Anführer Bedjai und Burundai feuern ihre Leute zu noch größerer Gewalt an. Fewronija wird gefangen und fortgeschleppt. Die Tataren zwingen Grischka unter Androhung von Folter, ihnen den Weg nach Groß-Kitesch zu zeigen. Fewronija fleht Gott an, die Stadt und ihre Bewohner unsichtbar zu machen.

### Dritter Akt

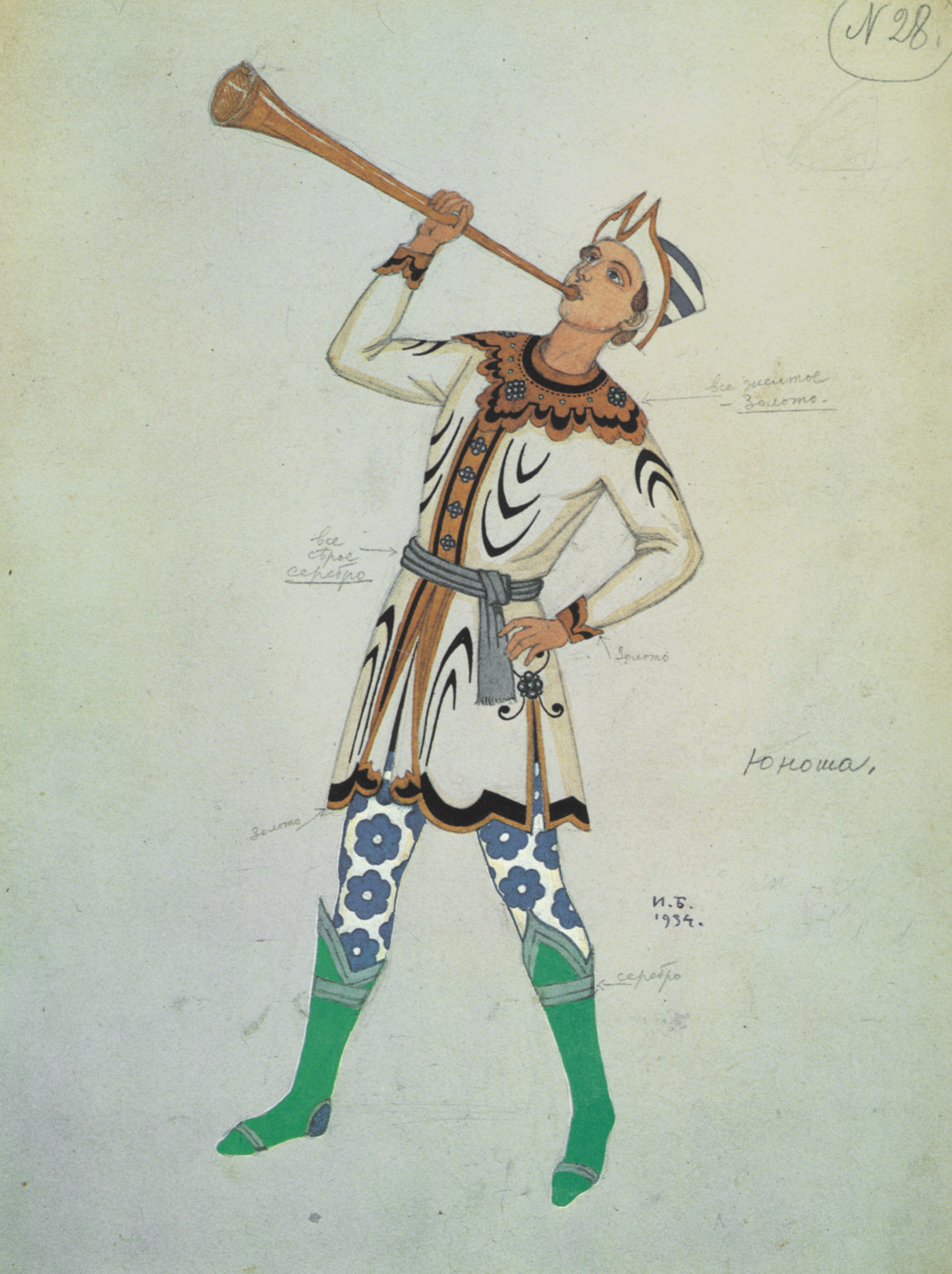
Iwan Bilibin: Kostüm des Knaben, Brünn 1934

Erstes Bild. Groß-Kitesch, Mitternacht
Die Bevölkerung hat sich vor der Himmelfahrts-Kathedrale versammelt. Auch Fürst Juri und sein Sohn Wsewolod sind anwesend, als der von den Tataren geblendete Fjodor mit einem Knaben erscheint und von dem Überfall und der demütigenden Niederlage Klein-Kiteschs berichtet. Um den Weg nach Groß-Kitesch herauszubekommen, seien sämtliche Einwohner gefoltert worden. Alle hätten bis zum Tod standgehalten, doch eine Person habe aufgegeben und führe jetzt die Feinde hierher: die Prinzessin. Juri schickt den Knaben auf den Kirchturm, um nach einem Zeichen Gottes Ausschau zu halten. Alle flehen die Himmelskönigin um Rettung an. Der Knabe sichtet bereits die feindlichen Horden, als sich der Himmel aufklart und über dem Swetlojar-See ein weißer Nebel wie ein Brautschleier aufsteigt. Wsewolod und seine Leute bereiten sich auf den Kampf vor. Während ihres Aufbruchs senkt sich ein golden glänzender Nebel aus dem Himmel über die Stadt herab und verdichtet sich zunehmend. Die Glocken fangen von selbst an zu läuten. Alle verspüren eine große Freude und preisen Gott.
Orchestrales Zwischenspiel: „Die Schlacht am Kerschenez“
Zweites Bild. Eine Eiche am Ufer des Swetlojar-Sees; tiefe Dunkelheit; am gegenüberliegenden Ufer das in dichten Nebel gehüllte Groß-Kitesch
Wsewolod und seine Soldaten wurden in der Schlacht vernichtend geschlagen. Grischka führt die Tataren Bedjai und Burundai durch das Dickicht auf eine Lichtung am See und erklärt ihnen, dass die Stadt gegenüberliege. Die beiden können jedoch keine Anzeichen davon erkennen. Die Tataren fühlen sich von Grischka betrogen und fordern seinen Tod. Die Anführer lassen ihn an einen Baum binden, um am nächsten Morgen über sein Schicksal zu entscheiden. Sollte die Stadt am nächsten Morgen tatsächlich auftauchen, werden sie ihn wegen Verrats an seinem Fürsten hinrichten. Ansonsten wird er zu Tode gefoltert. Sie unterhalten sich über die Tapferkeit Wsewolods, der trotz vierzig Wunden bis zum Tod gekämpft habe, statt sich zu ergeben. Die Tataren errichten ihr Lager und verteilen die Beute. Über die gefangene Fewronija können sich die beiden Anführer nicht einigen. Ihr Streit eskaliert, und Burundai erschlägt Bedjai mit seiner Axt. Die übrigen legen sich schlafen. Fewronija weint still um ihren gefallenen Geliebten. Grischka macht sie auf sich aufmerksam. Er gesteht ihr seine Taten und offenbart auch, dass er allen erzählt habe, sie sei die Verräterin. Dennoch vergibt sie ihm und befreit ihn von seinen Fesseln. In seiner Trunkenheit und von Gewissensbissen geplagt gelingt es ihm jedoch nicht, zu fliehen. Er stolpert, schimpft laut und lacht wie ein Wahnsinniger. Inzwischen geht die Sonne auf. Die Stadtglocken läuten. Grischka läuft davon, Fewronija mit sich ziehend. Die Tataren, die von dem Lärm aufgewacht sind, erblicken im See das Spiegelbild der Stadt – doch das andere Ufer ist öde. Alle fliehen panisch von diesem offenbar verfluchten Ort.

### Vierter Akt
Erstes Bild. Dunkle Nacht; ödes Dickicht in den Wäldern des Kerschenez; eine entwurzelte Fichte; im Hintergrund eine Lichtung und ein mit Moos bedeckter Sumpf
Die erschöpfte Fewronija und der wahnsinnige Grischka machen auf ihrer Flucht Rast. Fewronija beginnt, für ihren Begleiter zu beten. Das empört Grischka, der Gott nicht mehr traut. Auf seinen Wunsch bittet Fewronija die Mutter Erde, ihm seine Sünden zu vergeben und ihm Trost zu spenden. Plötzlich erblickt Grischka neben ihr eine hässliche schwarze Gestalt, die er für den Teufel selbst hält. Er läuft mit einem wilden Schrei davon. Um die zurückgebliebene Fewronija herum verwandelt sich die Landschaft. Die Bäume glänzen wie Smaragde, an ihren Spitzen glühen Kerzen, riesige bunte Blumen sprießen aus der Erde und bilden einen Pfad zum Sumpf. Die Waldvögel beginnen zu singen. Der Paradiesvögel Alkonost, der „Vogel des Erbarmens“, verkündet Fewronija die ewige Ruhe. Sie hat keine Furcht vor dem Tod, sondern sehnt sich nach dem Ort des Überflusses, an dem ihr Gatte weilt. Der Geist Wsewolods erscheint, in goldenes Licht gehüllt. Seine Wunden sind verschwunden. Beide feiern ihr Wiedersehen, und die Stimme des Paradiesvogels Sirin, des „Vogels der Freude“, verheißt ihnen ewiges Leben. Wsewolod überreicht Fewronija zur Stärkung ein Stück Brot aus dem Himmel und ergänzt: „Wer an unserem Brot teilhat, wird zur ewigen Freude zugelassen.“ Mit den übrig gebliebenen Krumen füttert sie ein letztes Mal die Wildvögel. Das Paar schreitet Hand in Hand über den Sumpf in die unsichtbare Stadt. Glocken läuten in der Ferne.
Orchestral-vokales Zwischenspiel: „Der Gang zur unsichtbaren Stadt“. Hinter dem Vorhang frohlocken die Stimmen von Sirin und Alkonost, dass sich Gottes Wort erfüllt: Ein neues strahlendes Reich ersteht, in dem den Rechtschaffenen Trost für alles Leid zuteilwird.

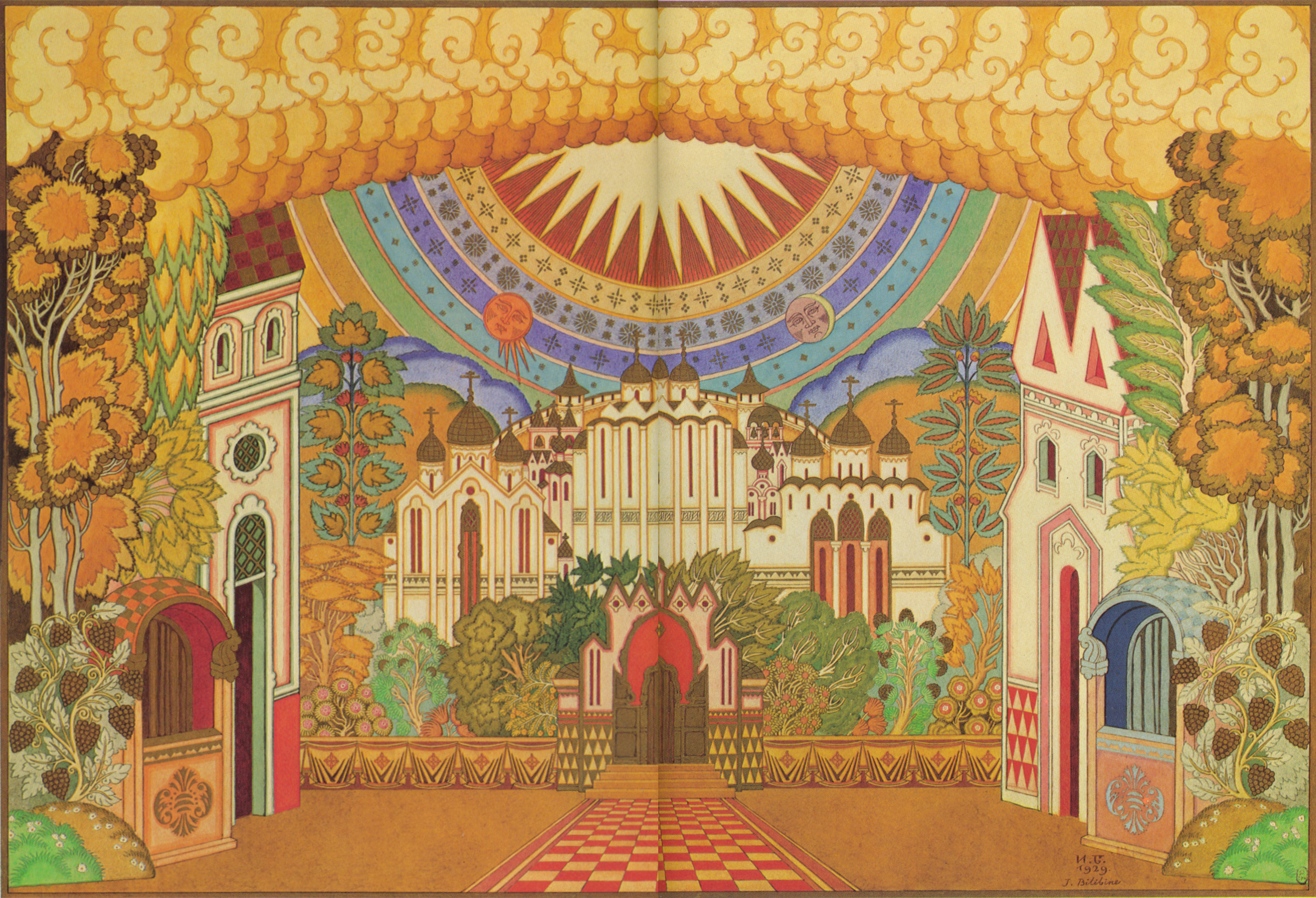
Iwan Bilibin: zweite Bild des vierten Akts, Paris 1929

Zweites Bild. Der Nebel schwindet; die verwandelte Stadt Groß-Kitesch wird sichtbar; am Westtor die Himmelfahrts-Kathedrale und der Fürstenpalast; hohe Glockentürme; helles blau-weißes Licht
Ein Löwe und ein Einhorn bewachen den Eingang zu den Fürstengemächern auf der linken Seite. Die Paradiesvögel Sirin und Alkonost singen auf den Turmspitzen. Die Bevölkerung trägt weiße weltliche Gewänder mit den Lilien des Paradieses und brennenden Kerzen. Inmitten der Menge befinden sich Fjodor, der von seiner Blindheit geheilt wurde, und der Knabe. Alle begrüßen das junge Paar mit dem Hochzeitschor aus dem zweiten Akt. Jetzt lernt Fewronija auch ihren Schwiegervater Juri kennen. Er teilt ihr mit, dass ihr Traum zur Realität wurde. Von den Fürsten erfährt sie, dass das strahlende Licht von den Gebeten der vielen rechtschaffenen Leute erschaffen wurde, die wie eine Feuersäule zum Himmel aufsteigen. Es sei hell genug zum Lesen und wärme sie wie eine kleine Sonne. Die Kleidung sei weiß, weil sie in Tränen gewaschen wurde. Auch Fewronija erhält ein solches Gewand. Da erinnert sie sich an Grischka, der noch nicht bereit für eine Aufnahme in die Stadt ist. Sie lässt ihm durch den Knaben eine trostreiche Botschaft senden: Die Stadt Kitesch sei nicht gefallen, sondern verborgen. Gott möge ihm Buße gewähren. Ein Zeichen sei es, wenn er in der Nacht am Himmel feurige Säulen sehe oder am Boden Glockengeläut vernehme. Fewronija und Wsewolod begeben sich zur Kathedrale. Durch deren geöffnete Tore strömt ein „unaussprechliches Licht“.

## Gestaltung
Da der Komponist Die Legende von der unsichtbaren Stadt Kitesch zur Entstehungszeit als seine letzte Oper ansah, gilt sie als sein musikalisches Testament und zugleich eine Zusammenfassung seiner bisherigen Arbeit. Sie enthält zahlreiche Rückgriffe auf seine früheren Opern, bezieht sich aber auch auf die Tradition der russischen Oper seit Michail Glinka.
Das Libretto erzählt die Handlung im Stil des 17. Jahrhunderts als Kombination von literarischer Sprache und Volkssprache. Durch die Integration der Heiligenlegende steht das Werk dem Oratorium nahe. Ähnliche Mischformen schufen später auch Claude Debussy (Le Martyre de Saint Sébastien, 1911) und Olivier Messiaen (Saint François d’Assise, 1983). Die äußere Handlung findet vor allem in den beiden mittleren Akten statt, während die Rahmenakte wie Prolog und Epilog wirken.
Die Legende von der unsichtbaren Stadt Kitesch wird häufig mit Richard Wagners Parsifal verglichen und gelegentlich als „russischer Parsifal“ bezeichnet. In beiden Werken gibt es weihevolle Naturschilderungen und „Glockenmusik“. Letztere orientiert sich bei Rimski-Korsakow allerdings nicht an der westlichen Musik, sondern zeigt seine Nähe zur Tradition russischer Komponisten wie Michail Glinka oder Modest Mussorgski. Weitere Ähnlichkeiten mit dem Parsifal betreffen die Wundermusiken des dritten und vierten Akts, in denen der Ostinato-Bass des Karfreitagszaubers durchklingt. In der Schlussszene gibt es eine Variante des Dresdner Amens, des Gralsmotivs im Parsifal. Die Waldszenen erinnern an ähnliche Stellen in Wagners Siegfried, der Mord des Tatarenanführers Burundai an seinem Kumpanen Bedjai beim Aufteilen der Beute an den Brudermord Fafners im Rheingold und das Schlacht-Zwischenspiel an den Walkürenritt in der Walküre.
Große Ähnlichkeiten mit Wagner zeigt auch die Behandlung des Orchesters und die Durchdringung von deklamatorischen und ariosen Abschnitten. Die Musik ist durchkomponiert. Es gibt keine in sich abgeschlossenen Nummern. Der zweite Akt endet mit einem unaufgelösten Tritonus, und auch die Zwischenspiele zwischen den Bildern des dritten bzw. vierten Akts bilden keinen musikalischen Abschluss. Es gibt eine Reihe von Erinnerungsmotiven, die aber nicht wie Wagner Leitmotive fortentwickelt, sondern lediglich variiert werden. Die wichtigste Stimme in dieser Oper ist dem Orchester zugewiesen, aber auch die gegensätzlichen Charaktere von Fewronija und Kuterma sind differenziert ausgebildet.
Die Musik älterer russischer Opern inspirierte die Autoren auf vielfältige Weise. Zu nennen ist hier vor allem Glinkas Ein Leben für den Zaren, dessen dritter Akt das Vorbild für den Überfall der Tataren auf die Hochzeitszeremonie bot. Der Deklamationsstil des Säufers Grischka Kuterma hat einen Vorläufer in der Musik des falschen Dmitri in Mussorgkis Boris Godunow, wirkt hier aber aufgrund von Rimski-Korsakows Kompositionsstil mit Sequenzen und rhythmischen Perioden verfremdet. Vorbild für den Schlusschor des zweiten Akts war die Ratsszene in seinem eigenen Opernerstlings Pskowitjanka.
An zwei Stellen verwertete Rimski-Korsakow russische Volkslieder: im Lied der Bettler im zweiten Akt und für die musikalische Darstellung der Tataren, die er somit „slawisierte“. Das erstere ist eine oktatonische Skala aus absteigenden Ganz- und Halbtönen, die Rimski-Korsakow üblicherweise zur Darstellung des Exotischen nutzte. Bei letzterem handelt es sich um das von Mili Balakirew veröffentlichte und auch von anderen Komponisten wie Peter Tschaikowski oder Sergei Tanejew verarbeitete Lied Pro tatarski polon. Rimski-Korsakow verfremdete es hier durch übermäßige Sekunden. Im Orchesterzwischenspiel des dritten Akts („Die Schlacht am Kerschenez“) sind diese Themen dem Gesang der Truppen Kiteschs gegenübergestellt und mit einem an Hufschläge erinnernden Motiv unterlegt.
Dem naturverbundenen engelhaften Charakter der Fewronija wies Rimski-Korsakow eine einfache liedhafte Melodie zu. Sie hat in den Naturbildern des ersten und vierten Akts zwei Lobgesänge auf die Natur, die an die Laudes des Franz von Assisi erinnern und zu den gelungensten Teilen der Oper gehören. Es handelt sich um „poetische[] Stimmungsbilder[] aus statischen, schwebenden Klängen“ mit eingewobenen stilisierten Vogelstimmen. Die Schilderung des Waldes im Vorspiel zum ersten Akt realisierte Rimski-Korsakow mit alternierenden Holzbläsern, Harfenarpeggien und Tremoli der Streichinstrumente. Die Waldvögel sind auch in der abschließenden Paradies-Szene zu hören. Groß-Kitesch mit seinen vielen Türmen ist vom Glockenklang geprägt. Das Marien-Gebet im dritten Akt ist eine a cappella gesungene Chorfuge. In der Paradies-Szene des vierten Akts klingt erneut das Liebesthemas des ersten Akts an.:470

### Orchester
Die Orchesterbesetzung der Oper enthält die folgenden Instrumente:
- Holzbläser: drei Flöten (3. auch Piccolo, 2. auch Altflöte), zwei Oboen, Englischhorn, drei Klarinetten (3. auch Bassklarinette), zwei Fagotte, Kontrafagott
- Blechbläser: vier Hörner, zwei Trompeten, Trompete in tief F, drei Posaunen, Tuba
- Pauken, Schlagzeug: große Trommel, Becken, Triangel, kleine Trommel, Tamburin, Schellen, Tamtam, Glockenspiel
- Celesta
- zwei Harfen
- Streicher
- Bühnenmusik auf der Szene: Domra, Balalaikas
- Bühnenmusik hinter der Szene: Trompete in tief F, Tenortuben, Basstuben, sechs (ad lib. acht) Glocken in c, d, e, f, a, und c’

### Musikalische Motive (Auswahl)
Eine detaillierte Ausführung über die in der Oper verwendeten Motive findet sich in Nikolai van Gilse van der Pals’ Buch N. A. Rimsky-Korssakow. Opernschaffen nebst Skizze über Leben und Wirken, dem auch die folgenden Beispiele entnommen sind (abgeglichen mit dem Klavierauszug, Musikverlag M. P. Belaieff, Leipzig 1906).
- Flöten- und Oboenmotiv in der Naturszene des ersten Akts. Der letzte Abschnitt (ab Takt acht) ist auch das Hauptmotiv der Fewronia.[5]:552
Die Audiowiedergabe wird in deinem Browser nicht unterstützt. Du kannst die Audiodatei herunterladen.
- Das Lob der Einsamkeit:[5]:555
Die Audiowiedergabe wird in deinem Browser nicht unterstützt. Du kannst die Audiodatei herunterladen.
- Das Motiv der Stadt Kitesch in F-Dur und f-Moll:[5]:575
Die Audiowiedergabe wird in deinem Browser nicht unterstützt. Du kannst die Audiodatei herunterladen.
- Da Hauptmotiv Grischka Kutermas mit weiten Sprüngen, Läufen, Trillern und abgerissenen Begleitakkorden:[5]:580
Die Audiowiedergabe wird in deinem Browser nicht unterstützt. Du kannst die Audiodatei herunterladen.
- Typischer Sprechgesang Kutermas bei seinem ersten Auftritt:[5]:580
Die Audiowiedergabe wird in deinem Browser nicht unterstützt. Du kannst die Audiodatei herunterladen.
- Das Chorlied vor dem Überfall der Tataren:[5]:589
Die Audiowiedergabe wird in deinem Browser nicht unterstützt. Du kannst die Audiodatei herunterladen.
- Thema der Tataren-Anführer nach einer Volksliedmelodie:[5]:592
Die Audiowiedergabe wird in deinem Browser nicht unterstützt. Du kannst die Audiodatei herunterladen.
- Die Hymne an die Jungfrau im dritten Akt:[5]:603
Die Audiowiedergabe wird in deinem Browser nicht unterstützt. Du kannst die Audiodatei herunterladen.
- Das Abschiedslied der in die Schlacht ziehenden Männer:[5]:607
Die Audiowiedergabe wird in deinem Browser nicht unterstützt. Du kannst die Audiodatei herunterladen.
- Das Schlaflied Fewronijas im vierten Akt:[5]:626
Die Audiowiedergabe wird in deinem Browser nicht unterstützt. Du kannst die Audiodatei herunterladen.

## Werkgeschichte
Schon während der Arbeit an ihrer 1899/1900 entstandenen Oper Das Märchen vom Zaren Saltan dachten Nikolai Rimski-Korsakow und sein Librettist Wladimir Belski an ein neues Werk über russische Legenden. Erste Skizzen dazu stammen vom Dezember 1900. Konkret wurde es aber erst in den Jahren 1903/1904 nach Fertigstellung von Rimski-Korsakows Oper Pan Wojewode.
Nicht alle der von Belski als Vorlage genutzten Quellen konnten bislang identifiziert werden. Eine Anregung gab wohl Pawel Melnikows Roman In den Wäldern von 1875, an dessen Beginn die Legende von Kitesch erzählt wird:330 und der auch einen Auszug einer altrussischen Handschrift aus dem 18. Jahrhundert enthält. Belski beabsichtigte ursprünglich eine direkte Dramatisierung der Legende. Der dem Pantheismus zugeneigte Komponist hatte jedoch Bedenken aufgrund der darin enthaltenen christlich-eschatologischen Ethik und der ihm unverständlichen Inhalte.:467 Des Weiteren legte Belski, wie er im Vorwort bemerkte, besonderen Wert auf einen „organischen Zusammenhang seelischer Stimmungen“ und die „Logik in deren Abfolge“. Rimski-Korsakow wünschte sich dagegen „Anlässe für das Entstehen und Vergehen seelischer und gefühlsmäßiger Stimmungen“ (Sigrid Neef).:331 Die Diskussionen dauerten mehrere Jahre. Das Ergebnis verbindet historische Elemente wie den Mongolensturm mit der Schlacht an der Kalka 1223 mit pantheistischer Folklore, christlichen Mysterien und Patriotismus. Belski nutzte u. a. mündliche Überlieferungen und eine gedruckte Version der Sage in Pjotr Bessonows Anmerkungen im 4. Heft (1864) der von Pjotr Kirejewski herausgegebenen Liedersammlung. Außerdem verwertete er einzelne Episoden aus den um 1425–1450 entstandenen und in ungefähr 350 Handschriften überlieferten Erzählungen von Pjotr und Fewronija.
Anders als sonst komponierte Rimski-Korsakow diesmal die Teile der Oper nicht am Handlungsstrang entlang, sondern zuerst die beiden eng miteinander verbundenen Waldbilder im ersten und vierten Akt. Im Sommer 1904 schloss er die Komposition mit dem zweiten Bild des dritten Akts ab.:328
Das Sujet nutzte zur selben Zeit auch der Komponist Sergei Wassilenko für seine Opernkantate Die Legende von der großen Stadt Kitesch und dem stillen See Swetojar (Libretto: Nikolai Manykin-Newstrujew), die konzertant 1902 und szenisch 1903 in Moskau uraufgeführt wurde. Als Rimski-Korsakow davon erfuhr, traf er sich mit Wassilenko und stellte erleichtert fest, dass dieser „das Sujet diametral entgegengesetzt“ anging.:329
Da Rimski-Korsakow von privaten Opernunternehmen enttäuscht war und sich auch nicht auf demütigende Weise bei einem zaristischen Opernhaus bewerben wollte, ließ er die Partitur zunächst liegen und wartete ab. Bei der Premiere seines Pan Wojewode im September 1905 traf er mit dem Direktor der kaiserlichen Theater, Wladimir Teljakowski, zusammen, der ihm sein Interesse an der inzwischen fertiggestellten Oper bekundete. Rimski-Korsakow überließ ihm die Partitur ohne große Erwartungen oder weitere Bemühungen, und Teljakowski nahm das Werk daraufhin ins Repertoire auf.:360f
Am 14. Februar 1906 wurde zunächst der erste Akt konzertant mit den Sängern Nadeschda Sabela und Sigismund Blumenfeld und Klavierbegleitung von Maximilian Schteinberg in der Wohnung Rimski-Korsakows in Petersburg gespielt.
Die Uraufführung fand am 7. Februarjul. / 20. Februar 1907greg. im Mariinski-Theater in Sankt Petersburg unter der Leitung von Felix Blumenfeld statt. Regie führte Wassili Schkafer. Die Bühne stammte im Wesentlichen von Apollinari Wasnezow. Nur die Waldbilder des ersten und vierten Akts übernahm Konstantin Korowin, der auch die Kostüme entwarf. Es sangen Iwan Filippow (Fürst Juri), Andrei Labinski (Wsewolod), Marija Kusnezowa (Fewronija), Iwan Jerschow (Grischka Kuterma), Wassili Scharonow (Fjodor Pojarok), M. Markovich (Knabe), Wladimir Kastorski (Guslispieler), Grigori Ugrinowitsch (Bärenführer), I. Grigorovich (Bedjai), Konstantin Serebrjakov (Burundai), Nadeschda Sabela-Wrubel (Sirin) und Jewgenija Sbrujewa (Alkonost).
Die Produktion entsprach nicht ganz den Erwartungen der Autoren: Das Schlussbild wurde fälschlicherweise als Apotheose aufgefasst, das in Klein-Kitesch spielende Bild war strukturell unbefriedigend, der Auszug der Krieger Groß-Kiteschs in die Schlacht wurde agitatorisch und zu heroisch dargestellt, und der Darsteller des Kuterma spielte als Publikumsliebling die eigentliche Hauptfigur Fewronija in den Hintergrund.:360 Wassili Andrejew, der Leiter des ersten professionellen russischen Volksinstrument-Orchesters, beschwerte sich außerdem bei Rimski-Korsakow, dass er die Bühnenmusik-Instrumente Balalaika und Domra gestrichen hatte. Der Komponist erklärte dies damit, dass sie vom Chor und Orchester überdeckt worden wären. Auch bei dem Großteil des Publikums und bei den Kritikern kam das Werk nicht gut an. Nur eine kleine Gruppe Kenner bejubelte es heftig. Es wurde in der folgenden Saison wieder abgesetzt. Die Ausstattung ging nach Moskau.:165f Das dortige Bolschoi-Theater spielte die Oper erstmals im Februar 1908 unter Václav Suk als Benefizvorstellung, die zugleich den Abschied von Nadeschda Salina, der Sängerin der Fewronija, darstellte. Der Regisseur war Iossif Lapizki. Auch hier war die Oper nicht erfolgreich. Die Inszenierung kam nicht an. Man bemängelte die Länge der Dialoge und des ganzen Werks und meinte, die Musik verweile zu lange in derselben Stimmung.:166 1916 wurde dort eine neue Inszenierung gezeigt (Dirigent: Václav Suk, Regie: Pjotr Olenin).

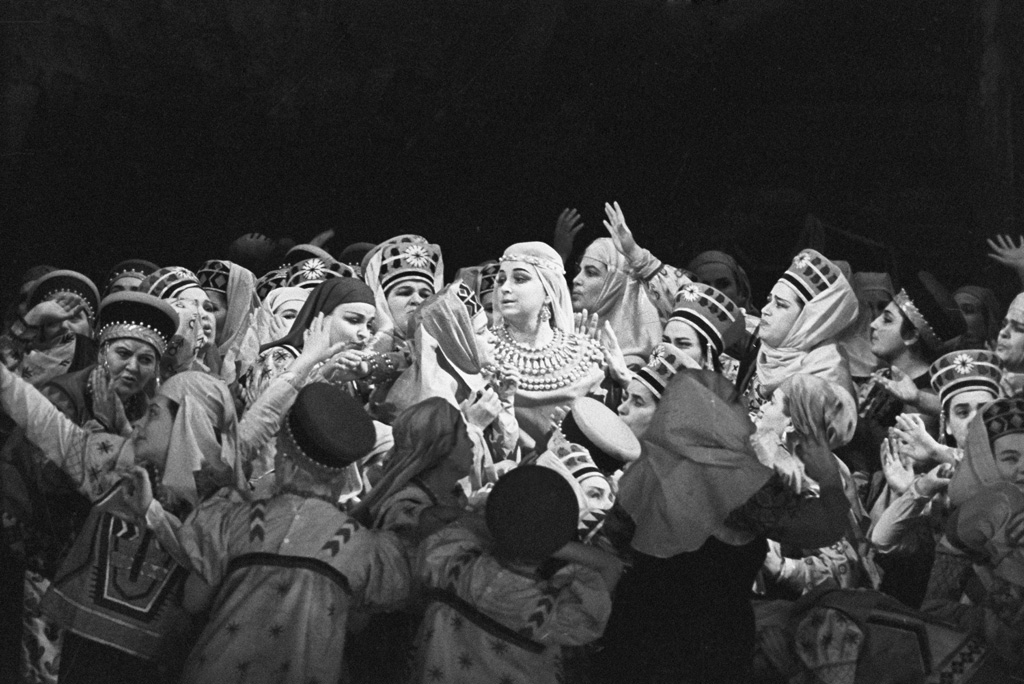
Inszenierung am Bolschoi-Theater Moskau, 1. Dezember 1959, Regie: Iossif Tumanow, Ausstattung: Wadim Ryndin

Obwohl die ersten Aufführungen nicht mehr als Achtungserfolge waren und das Publikum den philosophischen Inhalt nicht vollständig verstand,:362 hielt sich die Oper dauerhaft im russischen Repertoire. Nach der Revolution wurde der Text von Sergei Gorodezki vermutlich für das Bolschoi-Theater 1926 grundlegend verändert. Er ersetzte die religiösen Bestandteile durch eine Verherrlichung des um Unabhängigkeit kämpfenden russischen Volks. Die Tataren fliehen am Ende nicht vor dem göttlichen Wunder, sondern vor der russischen Streitmacht. Wsewolod fällt nicht im Kampf, sondern wird nur verwundet und braucht somit nicht als Geist aufzuerstehen. Diese Fassung wurde an den sowjetischen Opernhäusern jahrzehntelang gespielt, bis bei der Neuinszenierung 1966 am Bolschoi-Theater (Regie: Iossif Tumanow) wieder die Originalfassung gezeigt werden konnte. Bedeutende russische Inszenierungen waren beispielsweise:
- Februar 1918: Theater für Oper und Ballett Petrograd – Dirigent: Albert Coates, Regie: Pjotr Melnikow; mit Nikolai Bolschakow und Iwan Jerschow; Wiederaufnahmen 1926 und 1933.[2]
- 1958: Kirow-Theater Leningrad – Dirigent: Sergei Jelzin, Regie: Jewgeni Sokownin, Ausstattung: Sofija Junowitsch.[2]
- 1983: Bolschoi-Theater Moskau – Dirigent: Jewgeni Swetlanow, Regie: Roman Tichomirow, Bühne: Ilja Glasunow.[2]

Außerhalb Russlands sind die folgenden Produktionen nachweisbar:
- 1926: Barcelona.[2]
- 1926: Covent Garden Opera London – konzertant.[2]
- 1926: Pariser Oper – konzertant; Dirigent: Emil Cooper; mit Xenija Derschinskaja.[2]
- 1929: Théâtre des Champs-Élysées Paris – szenisch; Ensemble Opéra Russe privé von Marija Kusnezowa.[2]
- 1935: Opéra-Comique Paris – Inszenierung der Pariser Oper von 1929.[2]
- 1926: Riga – lettisch.[4]:471
- 1929: Buenos Aires 1929.[2]
- 1933: Mailand – Dirigent: Emil Cooper, Bühne: Nicola Benois; Fewronija: Oda Slobodskaya.[2]
- 1934: Brünn – Bühne: Iwan Bilibin; Überarbeitung seiner abgelehnten Entwürfe für Paris 1929.[2]
- 1935: Duisburg – deutsch von Elfriede Brockmann-Neubauer.[2]
- 1936: Philadelphia und New York.[2]
- 1936: Kaunas.[4]:471
- 1937: Staatsoper Berlin – Dirigent: Werner Egk.[2]
- 1938: Prag.[2]
- 1949: Riga – Dirigent: Michail Schukow, Ausstattung: Arturs Lapiç; Fewronija: Zermena Heine-Vâgnere; Wiederaufnahme 1962.[2]
- 1951: Mailand – Dirigent und Regisseur: Issay Dobrowen; mit Dora Gatta und Ramón Vinay.[2]
- 1960: Rom.[2]
- 1968: Köln – deutsch von Ljubomir Romansky; Regie: Hans Neugebauer, Dirigent: István Kertész; Fewronija: Leonore Kirschstein bzw. Helga Dernesch.[2]
- 1969: Graz.[4]:471
- 1990: Florenz.[9]
- 1983: Boston 1983 – Regie: Sarah Caldwell, Dirigent: Neville Dove.[2]
- 1994: Wiesbaden – deutsch von Oleg Caetani nach Brockmann-Neubauer; Regie: Rosamund Gilmore, Dirigent: Oleg Caetani.[2]
- 1995: Europa-Tournee des Kirow-Theaters.[10]
- 1995: Bregenzer Festspiele – Inszenierung: Harry Kupfer, Dirigent: Wladimir Fedossejew.[10]
- 1996: Komische Oper Berlin – Regie: Harry Kupfer Dirigent: Shao-Chia Lü.[6]:374
- 2000: Salzburger Festspiele – konzertantes Gastspiel des Mariinski-Theaters Petersburg; Dirigent: Valery Gergiev.[6]:374
- 2008: Teatro Lirico di Cagliari –  Koproduktion mit dem Bolschoi-Theater Moskau; vollständig; zum 100. Todestag des Komponisten; Dirigent: Alexander Vedernikov, Inszenierung: Eimuntas Nekrosius, Bühne: Marius Nekrosius, Kostüme: Nadezda Gultiajeva; Fewronia: Tatiana Monogarova.[9]
- 2012: De Nederlandse Opera Amsterdam – Dirigent: Marc Albrecht, Inszenierung und Bühne: Dmitri Tschernjakow, Kostüme: Tschernjakow mit Elena Zaytseva; Fewronija: Svetlana Aksenova-Ignatovich.[11] Die Produktion erhielt den International Opera Award 2013 für die beste Neuproduktion. Tschernjakow wurde mit dem Preis für die beste Regie ausgezeichnet.[12]

Anfang Mai 1908 schlug Sergej Wassilenko vor, eine Suite mit Stücken aus der Oper zu arrangieren. Da Rimski-Korsakow bereits im Juni starb, zerschlug sich der Plan zunächst. Später stellte Maximilian Steinberg, Schüler und Schwiegersohn Rimski-Korsakows, eine Suite aus den folgenden Teilen zusammen::374
1. Einleitung – Lob der Einsamkeit
2. Hochzeitszug Fewronijas. Einfall der Tataren
3. Schlacht am Kerschenez
4. Seliges Ende der Jungfrau Fewronija. Der Gang zur Unsichtbaren Stadt.

## Aufnahmen
- 1956 – Wassili Nebolsin (Dirigent), Orchester und Chor des Bolschoi-Theaters Moskau.
 Iwan Petrow (Fürst Juri), Vladimir Ivanovsky (Wsewolod), Natalia Roschdestvenskaja (Fewronija), Dimitri Tarkhow (Grischka Kuterma), Ilya Bogdanov (Fjodor Pojarok), Lidya Melnikova (Knabe), Sergei Koltypin und Venjamin Schevtsov (Bürger), Boris Dobrin (Guslispieler), Tikhon Tschernjakov (Bärenführer), Mikhail Skazin (Vorsänger der Bettler), Leonid Ktitorov (Bedjai), Gennady Troitzkij (Burundai), Marija Zvezdina (Sirin), Nina Kulagina (Alkonost).
 Studioaufnahme.
 Arlecchino CD: N.A., Great Hall MVT 063-065 (3 CDs), Preiser PR 90735 (3 CDs), Cantus Classics 500913 (2 CDs).[13]:15217
- 25. Dezember 1983 – Jewgeni Swetlanow (Dirigent), Orchester und Chor des Bolschoi-Theaters Moskau.
 Alexander Wedernikow (Fürst Juri), Evgueni Raikov (Wsewolod), Galina Kalinina (Fewronija), Vladislav Piavko (Grischka Kuterma), Mikhail Maslov (Fjodor Pojarok), Galina Borisova (Knabe), Mikhail Krutikov (erster Bürger), Konstantin Pustovoy (zweiter Bürger), Vladimir Bukin (Bettler), Konstantin Baskov (Bärenführer), Lev Vernigora (Vorsänger der Bettler), Nicolai Nizienko (Bedjai), Valerij Yaroslavtsev (Burundai), Irina Zurina (Sirin), Nina Grigorieva (Alkonost).
 Live aus Moskau; gekürzt.
 Harmonia mundi CD: LDC 278 857/59.[13]:15219
- 7. März 1984 – Zoltán Peskó (Dirigent), Nouvel Orchestre Philharmonique de Radio France, Chœurs du Radio France.
 Sergej Koptschak (Fürst Juri), Constantin Zacharia (Wsewolod), Hildegard Heichele (Fewronija), Fausto Tenzi (Grischka Kuterma), Vasile Martinoiu (Fjodor Pojarok), Sonia Nigoghossian (Knabe), Maurice Auzeville und Philippe Chassel (Bürger), Jean-Marie Frémeau (Guslispieler), Arkadij Volodos (Bärenführer), Chris de Moor (Bedjai), Dominique Glers (Sirin), Anna Holroyd (Alkonost).
 Live, konzertant aus dem Théâtre des Champs-Élysées Paris; stark gekürzt.[13]:15221
- Februar 1994 – Valery Gergiev (Dirigent), Alexej Stapanjuk (Inszenierung), Orchester und Chor des Mariinski-Theaters Sankt Petersburg.
 Nicolai Okhotnikov (Fürst Juri), Yuri Marusin (Wsewolod), Galina Gorchakova (Fewronija), Vladimir Galouzine (Grischka Kuterma), Nicolai Putilin (Fjodor Pojarok), Olga Korzhenskaya (Knabe), Evgeny Boitsov (erster Bürger), Andrej Fedoseyev (zweiter Bürger), Mikhail Kit (Guslispieler), Nicolai Gassiev (Bärenführer), Grigory Karasev (Vorsänger der Bettler), Bulat Minjelkiev (Bedjai), Vladimir Ognovenko (Burundai), Tatiana Kravtsova (Sirin), Larissa Djadkowa (Alkonost).
 Live aus Sankt Petersburg; vollständig.
 Philips 462 225-2 (3 CDs).[13]:15222
- 20. Juli 1995 – Wladimir Fedossejew (Dirigent), Inszenierung: Harry Kupfer, Wiener Symphoniker, Russian Academic Chorus Moscow, Sofia Chamber Chorus.
 Pavel Daniluk (Fürst Juri), Sergej Naida (Wsewolod), Jelena Prokina (Fewronija), Vladimir Galouzine (Grischka Kuterma), Samson Isümov (Fjodor Pojarok), Nina Romanova (Knabe), Alexei Schesstov (erster Bürger), Mikhael Nikiforov (zweiter Bürger), Askar Abdrasakov (Guslispieler), Oleg Zdanow (Bärenführer), Mowsar Mintzaew (Bedjai), Vladimir Vasejev (Burundai), Victoria Loukianetz (Sirin), Alexandra Durseneva (Alkonost), Alexander Morosov (Solo), Alexei Morosow (Solo), Alexander Tsimbalov (Sprecher).
 Video; live aus Bregenz; stark gekürzt.
 Koch Schwan CD: 3-1144-2.[13]:15224
- 2. und 4. Mai 2008 – Alexander Wedernikow (Dirigent), Eimuntas Nekrošius (Inszenierung), Marius Nekrošius (Bühne), Nadezhda Gultiayeva (Kostüme), Audrius Jankauskas (Licht), Orchester und Chor des Teatro Lirico di Cagliari.
 Mikhail Kazakov (Fürst Juri), Vitaly Panfilov (Wsewolod), Tatiana Monogarova (Fewronija), Mikhail Gubsky (Grischka Kuterma), Gevorg Hakobyan (Fjodor Pojarok), Marika Gulordava (Knabe), Gianluca Floris und Marek Kalbus (Bürger), Valery Gilmanov (Bedjai), Alexander Naumenko (Burundai).
 Video; live aus dem Teatro Lirico di Cagliari; Koproduktion mit dem Bolschoi-Theater Moskau.
 Naxos 2.110277-78 (2 DVDs).[11]
- Februar 2012 – Marc Albrecht (Dirigent), Dmitri Tschernjakow (Inszenierung, Bühne), Dmitri Tschernjakow und Elena Zaytsva (Kostüme), Nederlands Philharmonisch Orkest, Chor der Nederlandse Opera.
 Vladimir Vaneev (Fürst Juri), Maxim Aksenov (Wsewolod), Svetlana Aksenova-Ignatovich (Fewronija), John Daszak (Grischka Kuterma), Alexey Markov (Fjodor Pojarok), Mayram Sokolova (Knabe), Gennady Bezzubenkov (Guslispieler), Ante Jerkunica (Bedjai), Vladimir Ognovenko (Burundai).
 Video; live aus der Nederlandse Opera Amsterdam.
 Opus Arte 1089 D (2 DVDs).[14]